# Soutelo do Douro
Soutelo do Douro ist eine Gemeinde (Freguesia) im portugiesischen Kreis São João da Pesqueira. In ihr leben 372 Einwohner (Stand 19. April 2021).